# Sicyonis hemisphaerica
Sicyonis hemisphaerica är en havsanemonart som beskrevs av Oscar Henrik Carlgren 1934. Sicyonis hemisphaerica ingår i släktet Sicyonis och familjen Actinostolidae. Inga underarter finns listade i Catalogue of Life.